# Nguyễn Tuấn Tú
Nguyễn Tuấn Tú Stefan (sinh ngày 24 tháng 2 năm 1992) là 1 cầu thủ bóng rổ chuyên nghiệp chơi cho đội Saigon Heat tại giải ABL. Từng chơi cho Danang Dragons tại VBA mùa giải 2016 và hiện tại là đội Hanoi Buffaloes tại VBA mùa giải 2018.

## ABL
Nguyễn Tuấn Tú ký hợp đồng với Saigon Heat trước khi ABL mùa giải 2015–16 khởi tranh.
Sang mùa giải ABL 2017 - 2018, Nguyễn Tuấn Tú tiếp tục thi đấu dưới màu áo của Saigon Heat.

## VBA

### Mùa giải 2016
Nguyễn Tuấn Tú tham dự VBA mùa giải 2016 trong màu áo Danang Dragons và cùng câu lạc bộ này giành chức vô địch VBA mùa giải 2016.

### Mùa giải 2017
Tại VBA mùa giải 2017, Nguyễn Tuấn Tú tiếp tục khoác áo Danang Dragons. Tuy nhiên, do chấn thương, Nguyễn Tuấn Tú đã không thể thi đấu bất kỳ trận đấu nào, còn Danang Dragons thất bại trong việc bảo vệ chức vô địch.

### Mùa giải 2018
Ngày 6 tháng 4 năm 2018, Nguyễn Tuấn Tú chính thức ký hợp đồng với Hanoi Buffaloes và sẽ thi đấu cho Hanoi Buffaloes tại VBA mùa giải 2018

## Thống kê sự nghiệp

### VBA
| Năm  | Đội             | GP | GS | MPG | FG%   | 3P%   | FT%   | RPG | APG | SPG | BPG | PPG  |
| ---- | --------------- | -- | -- | --- | ----- | ----- | ----- | --- | --- | --- | --- | ---- |
| 2016 | Danang Dragons  | 20 | 19 | -   | 0.390 | 0.200 | 0.570 | 4.6 | 4.2 | 1.1 | 0.1 | 13.7 |
| 2017 | Danang Dragons  | 0  | 0  | 0   | 0.000 | 0.000 | 0.000 | 0.0 | 0.0 | 0.0 | 0.0 | 0    |
| 2018 | Hanoi Buffaloes |    |    |     |       |       |       |     |     |     |     |      |

### ABL[3]
| Năm     | Đội         | GP | GS | MPG  | FG%   | 3P%  | FT%  | RPG | APG | SPG | BPG | PPG |
| ------- | ----------- | -- | -- | ---- | ----- | ---- | ---- | --- | --- | --- | --- | --- |
| 2015-16 | Saigon Heat | 16 | -  | 25.6 | 0.310 | .460 | .530 | 3.2 | 3.2 | 0.6 | 0.0 | 5.9 |
| 2016–17 | Saigon Heat | 22 | -  | 26.4 | 0.340 | .180 | .600 | 2.7 | 2.5 | 0.7 | 0.2 | 4.8 |
| 2017-18 | Saigon Heat | 21 | -  | 20.8 | 0.500 | .360 | .420 | 1.3 | 2.5 | 0.5 | 0.1 | 6.3 |